# Мовчан Юліан Григорович
Юліа́н Григо́рович Мовча́н (Юлія́н Мовча́н) (*19 лютого 1913, с. Зороків, нині Житомирська область — †6 січня 2002, Воррен, США) — український лікар, журналіст, письменник.

## Життєпис
Народився в заможній селянській родині. За спогадом Юліана Мовчана, до 1929 року його батько — Григорій Мовчан — ще був спроможний платити податок, але на 1930 рік йому прислали рахунок аж на 5000 рублів. Маючи лише 13,5 десятини землі, батько вже не міг заплатити податку. На цій підставі Григорія Мовчана як куркуля вивезли із села, а все господарство, крім хати, забрали до колгоспу.
Після Другої світової війни Юліан Мовчан жив у США.

## Творчість
Окремі видання Юліана Мовчана:
- Мовчан Ю. Як лікувати себе та інших в наглих випадках: Практичний порадник [Архівовано 28 липня 2014 у Wayback Machine.]. — Мюнхен, 1946. — 48 с.
- Мовчан Ю. Що варто б знати: проблеми українського національно-державного визволення: Подорожні нотатки, портрети, зустрічі та характеристики. — Торонто: Срібна Сурма, 1966. — 398 с.
- Мовчан Ю. Записки лікаря. — Буенос-Айрес: За самостійну Україну, 1970. — 323 с.
- Мовчан Ю. Незабутнє і непрощене [Архівовано 28 липня 2014 у Wayback Machine.]. — Буенос-Айрес: Науково-дослідне товариство термінології, 1982. — 187 с.
- Мовчан Ю. Поцілунок // Слово. Збірник 9. — Едмонтон: ОУП «Слово», 1981. — С.129-135.
- Мовчан Ю. Мої подорожі довкола світу. — Нью-Йорк: Науково-дослідне товариство термінології, 1985. — 306 с.
- Мовчан Ю. Несподіванка // Слово. Збірник 11. — Б. м.: ОУП «Слово», 1987. — С.146-151.
- Мовчан Ю. Збірка оповідань [Архівовано 28 липня 2014 у Wayback Machine.]. — Нью-Йорк: Науково-дослідне товариство термінології, 1988. — 164 с.

## Вшанування пам'яті
В Житомирі існує провулок Юліана Мовчана.